# 寺村優太
寺村優太（てらむら　ゆうた、1990年3月7日 − ）は日本の美容師。株式会社iii CEO。

## 経歴
1990年3月7日、群馬県子持村（現：渋川市）にて長男として生まれる。4人兄弟。
2010年、山野美容専門学校卒業。
2010年、野沢道夫プロデュースの美容室『Noz』でアシスタントとして勤務。
2020年3月、東京都渋谷に株式会社iiiを設立。

## 著書
- 前からも後ろからもキレイがあふれる 美髪のルール（ディスカヴァー・トゥエンティーワン、2016年12月、ISBN 4799320084）

## 出演

### テレビ
- 2015年10月『モノクラ〜ベ（BSスカパー!）』に出演。美髪のプロとして正しいシャンプーの洗い方をレクチャー。（詳細はこちら）
- 2017年5月11日『おしえて！美bien!!!（TOKYO MX）』出演。ヘアケアのプロフェッショナルとして、梅雨前のセルフケアの仕方や普段使えるヘアケアテクニックをレクチャー。（詳細はこちら）
- 2020年8月3日『あさイチ（NHK）』出演。『クイズとくもり　夏はご用心！「髪＆頭皮の日焼け対策」』にて、「髪と頭皮　日焼けの応急手当て」「暑い夏にうれしい！早く乾く！ドライヤー術」「正しいヘアオイルの付け方」をレクチャー。（詳細はこちら）

### 雑誌
- 2015年12月、美容専門誌『HAIR MODE（女性モード社）』インタビュー掲載。
- 2019年12月1日、美容専門誌『PREPPY（エイ出版社）』表紙、巻頭企画にインタビュー掲載。

### ウェブ配信

#### wotopi（ウートピ）
- 2014年5月9日、『「巻き髪がモテる」は勘違い！　フォロワー3万人の“美髪の伝道師”が語る、キレイな髪の女性がモテる理由』

#### ハウコレ
- 2014年6月11日、『男性はココを見ていた！美容師が教える「本当にモテる髪」とは？』
- 2014年6月21日、『知らないと危険！髪を傷めないアイロンテク・４つ』
- 2014年12月6日、『美髪アドバイザーが解説！友達には相談できない「シャンプー時の抜け毛」』

#### リクエストQJnavi
- 2014年10月24日、『 注目の美容師3人の“普通ではない”SNSの活用方法とは？ 』
- 2015年11月18日、『キャリアアップや経営のヒントが満載！？　美容師が参考にしたいブログまとめ 』
- 2020年8月14日、『あのカリスマも失敗してきた！？　有名美容師に聞く、「美容師人生史上、“最恐”エピソードとその教訓」前編 』

#### MTRL（マテリアル）
- 2015年12月29日、『【木村直人 連載】『Youは何しに美容業界へ？』第２回Lily 寺村優太』木村直人との対談。